# Agnes Nitt
Agnes Nitt är en fiktiv person som är skapad av Terry Pratchett.

## Kuriosa
Agnes framträdde först i Herrskap och häxor år 1992. Hon är också en av huvudpersonerna i Masker, där hon söker lyckan på operan med sina otroliga sångtalanger. Hon kallar sig för Perdita X Nitt i Masker (X står för "en person som har ett coolt och fräckt andra förnamn"). Agnes blir senare en häxa och efterträder Viväcka Vitlöök. Agnes kommer från Rammtopparna i Lanker. Hon har "en förtjusande personlighet och vackert hår". I Masker sägs att Agnes kom på sig själv med att använda jäsicken när hon skulle svära och att använda sig av rosa brevpapper. Agnes hade hört att inuti varje tjock kvinna fanns det en smal kvinna som försökte ta sig ut (eller åtminstone längtade ihjäl sig efter en bit choklad), så hon hade skapat Perdita. Hon började senare använda Perdita som pseudonym.

### Sångtalanger
Agnes kan sjunga i kör med sig själv, buktala och har ett enormt tonregister. När hon provsjunger till operan i Masker, svimmar ett antal fladdermöss, glas spricker och en stol rör sig över scenen av sig själv. Hon "spöksjunger" senare en annan roll perfekt; de enda som märkte det var Esmeralda Vädervax och Gytha Ogg, två häxor som satt i publiken.